# Arnd Weber

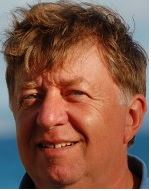
Arnd Weber

Arnd Weber (* 14. Mai 1953) ist ein deutscher Wissenschaftler mit den Arbeitsschwerpunkten Informationstechnik und Volkswirtschaft. Er befasst sich heute mit
der Sicherheit in der Informationstechnik.

## Leben und Beruf
Arnd Weber ist diplomierter Volkswirt und promovierter Soziologe, studierte an der Johann Wolfgang Goethe-Universität in Frankfurt am Main. Nach dem Studium war er als wissenschaftlicher Mitarbeiter u. a. am Institut für Sozialforschung (IfS) tätig. Weber schrieb seine Dissertation am Johann Wolfgang Goethe-Universität und promovierte 1994 zum Dr. phil. über die Problematik der Public-Key-Kryptographie und Zahlungssystem.
Weber gehörte zu Anfang der 1980er-Jahre zu den Mitbegründern der deutschen Diskussion um ein Garantiertes Mindesteinkommen. 2015 war er Mitbegründer der Initiative „Quattro S“ (Security, Safety, Sovereignty, Social Product).

## Schriften
- mit Klaus-Uwe Gerhardt : Garantiertes Mindesteinkommen. Für einen libertären Umgang mit der Krise. In: T. Schmid (Hrsg.): Befreiung von falscher Arbeit. Thesen zum garantierten Mindesteinkommen. 2., erheblich veränderte Auflage. Wagenbach-Verlag, Berlin 1986, ISBN 3-8031-2109-4, S. 18–70.
- mit D. Hoß, H. Kramer und Klaus-Uwe Gerhardt : Die sozialen Auswirkungen der Integration von CAD und CAM. Vorstudie für ein empirisches Hauptprojekt. Teilprojekt II des RKW-Projekts A148/83 „Wirtschaftliche und soziale Auswirkungen des Einsatzes von integrierten CAD/CAM-Systemen“. Institut für Sozialforschung, Frankfurt am Main 1983.
- mit Klaus-Uwe Gerhardt : Mindesteinkommen – Konservativ oder libertär. In: T. Kreuder, H. Loewy (Hrsg.): Konservativismus in der Strukturkrise. Suhrkamp, Frankfurt am Main 1987, ISBN 3-518-11330-5, S. 462–483.
- mit Carlo Jaeger: Lohndynamik und Arbeitslosigkeit. In: Kyklos. Band 41, Nr. 3, August 1988, doi:10.1111/j.1467-6435.1988.tb01266.x
- A. Weber, M. Haas, D. Scuka: Mobile service innovation: A European failure. In: Telecommunications Policy. Band 35, 2011, S. 469–480.
- Enabling Crypto: How Radical Innovations Occur. Examining the key factors and influences in the development of cryptography. In: Communications of the ACM. Vol. 45, No. 4, 2002, S. 103–107, doi:10.1145/505248.505253
- A. Weber, S. Guilley, René Rathfelder, Marc Stöttinger, Christoph Lüth, Maja Malenko, Torsten Grawunder, S. Reith, A. Puccetti, Jean-Pierre Seifert, N. Herfurth, Hagen Sankowski, Gernot Heiser: Verified Value Chains, Innovation and Competition. In: IEEE CSR Venice 2023.